# Georg Wilhelm Scheuch
Georg Wilhelm Scheuch (* 9. September 1798 in Gudensberg; † 30. Dezember 1872 in Altmorschen im Schwalm-Eder-Kreis) war ein deutscher Postmeister, Gutsbesitzer und Mitglied der Kurhessischen Ständeversammlung.

## Leben
Georg Wilhelm Scheuch war ein Sohn des Caspar Scheuch und dessen Ehefrau Friederike Schmeltz, Tochter des Posthalters Johann Simon Schmeltz. Dieser hatte die Poststation Zum alten Forstamt gekauft, war dort Postmeister und bewirtschaftete die dazu gehörende landgräfliche Domäne Altmorschen (93 ha Fläche). Durch Zupachtung der Domäne Haydau betrug die Gesamtfläche der Domänen 237 Hektar.
Diese Poststation lag an einem wichtigen  Verkehrsknotenpunkt (Verbindung Amsterdam-Kassel-Nürnberg). Mit der Funktion des Posthalters hatte Scheuch von 1831 bis 1832 ein Mandat für die Kurhessische Ständeversammlung, die nach den Unruhen im Jahre 1830 zum Zweck der Beratung und Verabschiedung der Verfassung gebildet wurde und bis 1866 Bestand hatte, als das Land Hessen durch Preußen annektiert wurde.
Scheuch hatte für den Wahlbezirk Spangenberg einen Sitz in dem Parlament. 
1833 übernahm sein Schwiegersohn, der Kreisphysikus und Politiker Friedrich Witting die Posthalterei.